# Acanthiza iredalei
La acantiza de Iredale (Acanthiza iredalei) es una especie de ave Passeriformes, de la familia Pardalotidae, perteneciente al género Acanthiza nativa de Australia. Suele habitar en matorrales.